# 獸木野生
獸木 野生（けものぎ やせい、1960年8月1日 - ）は、日本の漫画家。2000年に筆名を伸たまきから改名。ナチュラリスト。

## 経歴
東京都豊島区出身。千代田学園漫画科卒業。取材のためオーストラリアに移住したこともある。1983年、『月刊ウィングス』（新書館）に掲載の『お豆の半分』（『PALM』シリーズ）でデビュー。
大河的で壮大なストーリーに、シリアスなドラマからギャグ・ファンタジー・SF・サイコスリラー等の要素を盛り込み、独自の世界観を構築している。登場人物に関しては、基本的にスター・システムを採用している。そのため、同一のキャラクターが複数のシリーズや短編作品に、名前や設定・人格を変えて出演する（容姿は原則として共通）。2000年前後よりCGも積極的に使用し、『THE WORLD』シリーズは100%CGでの制作となっている。
代表作に『PALM』シリーズ（月刊ウィングス、新書館）、『THE WORLD』シリーズ（Chara、徳間書店）がある。

### 略歴
- 1983年 - 大長編漫画『PALM』シリーズ番外編『お豆の半分』で伸たまきとしてデビュー。
- 1997年 - オーストラリア移住。
- 2000年 - 筆名を獸木野生に変更。
- 2001年 - 『THE WORLD』シリーズ連載開始。
- 2003年 - 日本に帰国。

## 作品
「PALM」シリーズ
- パーム0・お豆の半分
- パーム1・ナッシング・ハート
- パーム2・胸の太鼓
- パーム3・あるはずのない海
- パーム4・スタンダード・デイタイム side1、スタンダード・デイタイム side2
- パーム5・星の歴史-殺人衝動
- パーム6・オールスター・プロジェクト
- パーム7・愛でなく
- パーム8・午前の光
- パーム9・蜘蛛の紋様（初回のみ小説版）
- パーム10・TASK（2013年より連載開始）

「THE WORLD」シリーズ
- コーの白
- ルビー・ブラック
- 花の贈りもの
- 大いなる神の手
- 架空の線
- Skyscraper

### 短編
- 青また青 / Blue and Blue（サウス（新書館））

母子家庭の母親である小説家の物語。
- 2821 コカ・コーラ / 2821 Coca Cola

ブラックユーモアで反戦を意図した「PALM」のオールスターキャスト作品。
- フランケンシュタインは僕に云った（サウス（新書館））

人造人間と心優しい農村の人々の交流を描いた物語。
- ホワイト・ガーデン / The White Garden

色の無い惑星「ホワイト・ガーデン」の少女を主役としたファンタジー。
- カインド・マシン（新書館）

今は亡き発明家だった夫が残したロボットと未亡人のコメディ。
- 月の猫（新書館）

母子家庭の母親が「我が子の父は宇宙人」と主張するファンタジー。
- シミュレイション（WINGS（新書館））

立体映像で今は亡き恋人の再現を図る青年の物語。
- いつまでも君の心に（ウイングス増刊ファントムクラブ（新書館））

幽霊になった父親が、善意から娘の結婚の妨害をするコメディ。
- 翅のある馬（WINGS（新書館））

祖父と生活している孤独な少女と簡易移動遊園地で見世物になっているペガサスの物語。
- 星を残して（WINGS（新書館））

幼い頃にさらわれた許嫁の奪還を図る青年のSFファンタジー。
- 金銀熊鮫（WINGS（新書館））

「PALM」の登場人物を使った日本の学園物パロディ。

## イラスト集
- オーバーラップ・トライアングル/OVERLAP TRIANGLE (Illustration) - カラーイラスト集。（作品プレビュー、キャラクター解説、年表、キャラ系図等）B5判（新書館）

## バラエティ・ブック
- PALM BOOK (Interview) -（小説版PALM、対談、インタビュー、エッセイ、エッセイ漫画、キャラクター・ホロスコープ、PALM最終3話予告など収録）（新書館）

## キャラクター
出演作品数の多い順
（P＝「PALM」シリーズ、W＝「THE WORLD」シリーズ、O＝その他）

### ジェームス・ブライアン（P,W,O）
ジェームス・ブライアン/James Ely Bryanは獸木野生(伸たまき)の漫画に登場するキャラクター。基本的な活動舞台は「PALM」シリーズ。色々な作品で色々な役を演じるが、ここでは「PALM」シリーズにおける設定について記す。
- 本名:マイケル・V・ネガット/Michael Void Negut。ジェームス・エリー・ブライアン James Ely Bryanと改名。
- 通称:ジェイク/Jake（アンディのみ使用）、J・B(フロイド・アダムス使用)
- 生年月日:1960年10月8日
- 性別:男性
- 人種:ドイツ系アメリカ白人
- 親族:母 イライザ・ネガット、父 不明（とされてきたが、「パーム8・午前の光」において実父が判明した）
- 経歴:出生時に母は死亡、シンジケートの幹部である叔父のアーサー・ネガットに引き取られる。4歳で国立シンクタンク・サウスワース戦略研究所研修生となる天才児。11歳の時、スタン・マティックによって誘拐され、その後敵対シンジケートのもとに身を寄せるもののテキサスの農場に監禁される。15歳の時に脱走し、発砲未遂事件（狂言）を起こして刑務所に逃げ込むことに成功。20歳までを刑務所で過ごし、その間にエール大学のエンジニアリング修士課程を修了。出所後、民間軍需機器会社に2週間勤務。その後オーガス探偵事務所（カーター・オーガスが経営）に就職。
- 職業:私立探偵助手

### カーター・オーガス（P,W,O）
カーター・オーガス/Carter Ohgusは獸木野生(伸たまき)の漫画に登場するキャラクター。基本的な活動舞台は「PALM」シリーズ。色々な作品で色々な役を演じるが、ここでは「PALM」シリーズにおける設定について記す。
- 本名:カーター・コフリン・オーガス/Carter Coflin Ohgus。元々はカーター・コフリンだったが、18歳の時、母方の伯父レイフ・オーガスの養子となり改名。
- 生年月日:1949年10月27日
- 性別:男性
- 人種:日系3世アメリカ人
- 親族:母 ジーン・コフリン、父 レナード・コフリン、妹 ジョイ・ウィルコックス（18歳年下）、はとこ シン・ギャラガー、サミエル・グラスゴー（アンドルー=グラスゴーの父）・ロウランド・バーンスタイン（アンジェラ=バーンスタインの父）
- 経歴:医師の息子に生まれ、自らも医者を志すが、精神異常となった母及びそれを隠そうとした父との葛藤により、18歳で家出して伯父の養子となり、その直後両親と伯父が死亡。遺産として引き継いだ伯父の家からUCLAの予備大学に通い、その後エール大学の医学部進学課程に。24歳、軍医助手として終戦直前のベトナム戦争に参戦。帰国後、大学付属病院でインターンを勤め、26歳で研修医、28歳で心臓専門医となる。ジャネット・カーマイケルへの失恋により30歳でメディカルセンターを辞職し探偵事務所を開く。1981年、32歳のとき、ジェームス・ブライアンを助手に雇う。
- 職業:私立探偵

### アンドルー・グラスゴー（P,O）
アンドルー・グラスゴー/Andrew Glesgow。基本的な活動舞台は「PALM」シリーズ。色々な作品で色々な役を演じるが、ここでは「PALM」シリーズにおける設定について記す。
- 本名:アンドルー・クレイトン・グラスゴー/Andrew Clayton Glesgow
- 通称:アンディ
- 生年月日:1963年8月1日
- 性別:男性
- 人種:父親がクウエートのアラブ人とイギリス人の混血、母親がギリシャ系アメリカ人とブラジル黒人の混血。
- 親族:母 モナ・ハリシアディス・グラスゴー、父 サミエル・グラスゴー、はとこ アンジェラ・バーンスタイン、曽祖父 トーマス・グラスゴー、後見人 カーター・オーガス
- 経歴:父が働いていた毒蛇研究所のあるアフリカ、ケニアで育つ。3歳の時、母が事故死、それにより周囲に心を閉ざす。10歳から15歳まではアフリカでジェイクという名のライオンと暮らす。父の死後17歳で渡米、カーター・オーガスの家に住むことになる。高校で一年間だけ学校教育を受ける。卒業後は探偵助手（ジェームス・ブライアン）の助手。その後、20代で芸術家として成功、1992年死去。
- 職業:学生、探偵助手の助手。やがて高名な彫刻家になると作中で明かされている。

### アンジェラ・バーンスタイン（P,W）
アンジェラ・バーンスタイン/Angela Bernstein。基本的な活動舞台は「PALM」シリーズ。色々な作品で色々な役を演じるが、ここでは「PALM」シリーズにおける設定について記す。
- 本名:アンジェラ・グラスゴー・バーンスタイン/Angela Glesgow Bernstein
- 生年月日:1964年6月18日
- 性別:女性
- 人種:母がアイルランド系イギリス人、父はアメリカ人。アメリカ市民権も所有しているイギリス人。ユダヤ系でもある。
- 親族:母 ドミニク、父 ロウランド、曽祖父 トーマス・グラスゴー
- 経歴:ロンドンで生まれ、10歳までイギリスで育つが、両親の離婚後、父と共にアメリカとイギリスを行き来する生活になる。高校時代からオーガス家に下宿。
- 職業:大学生（1983年現在）

### エティアス・サロニー（P,W,O）
エティアス・サロニー/Attias Sarony。基本的な活動舞台は「PALM」シリーズ。色々な作品で色々な役を演じるが、ここでは「PALM」シリーズにおける設定について記す。（同名の息子、エティアス・サロニー・Jrとは別の存在である）
- 本名:不明。エティアスが本名の一部らしい。
- 生年月日:1953年10月26日
- 性別:男性
- 人種:欧州系白人であること以外不明。オーストリア系の可能性あり。
- 親族:両親、妹、妻、息子（エティアス・サロニーJr）
- 経歴:排他的貴族家系に生まれ、子供の頃、その残虐性を恐れた両親に殺されかけたことをきっかけに、人間も殺すようになる。成人後CIAに殺し屋として就職。その後、指令と趣味の両立が困難になり、殺し屋として独立、CIAにも追われる存在になる。1982年没。
- 職業:元CIAの殺し屋兼工作員。主に中南米で活躍。フリーになってからは、隠れみのとして宝石屋の営業。

### シン・ギャラガー（P,O）
シン・ギャラガー/Shin Gallagher。基本的な活動舞台は「PALM」シリーズ。色々な作品で色々な役を演じるが、ここでは「PALM」シリーズにおける設定について記す。
- 本名:シン・N・ギャラガー/Shin N. Gallagher
- 生年月日:1951年10月7日
- 性別:男性
- 人種:日系アメリカ人。父は日系アメリカ人2世、母は日本人。
- 親族:父 ディブ、母 ナオミ・ギャラガー、祖母はカーター・オーガスの祖父の妹
- 経歴:アメリカで生まれ、子供時代の一時期を日本で過ごした後、アメリカで学生となるが中退後は遊び人人生を送っている。酒乱癖あり。
- 職業:不定

### ケリー・ロジャース（P,W,O）
ケリー・ロジャース/Kery Rogers。色々な作品で色々な役を演じる。
- 本名:ケリー・ロジャース/Kery Rogers
- 生年月日:1951年2月13日

### フロイド・アダムス（P,O）
フロイド・アダムス/Floyd Adams。基本的な活動舞台は「PALM」シリーズ。色々な作品で色々な役を演じるが、ここでは「PALM」シリーズにおける設定について記す。
- 本名:フロイド・アダムス/Floyd Adams
- 生年月日:1949年12月10日
- 性別:男性
- 人種:アメリカ白人
- 親族:父 ホーリック・アダムス、祖父 アレック・アダムス
- 経歴:政治・実業家家系の名門アダムス家に生まれ。ボストン付近の名門私立男子校、アイビー大学を経由し刑事となるが、退学歴も少なくないらしい。警部になった後、環境運動で知り合ったジョゼ=ルージュメイアンの影響で、カーター・オーガスらの地域の分署に転任してきた。
- 職業:刑事

### ウェイン・レイランダー（P,W,O）
ウェイン・レイランダー/ Wayne Rejlander。基本的な活動舞台は「PALM」シリーズ。色々な作品で色々な役を演じるが、ここでは「PALM」シリーズにおける設定について記す。
- 本名:ウェイン・レイランダー/Wayne Rejlander
- 生年月日:1924年1月12日
- 性別:男性
- 人種:アメリカ白人
- 職業:FBI捜査官

### シド・キャロル（P,W）
シド・キャロル/Cyd Carroll。基本的な活動舞台は「PALM」シリーズ。色々な作品で色々な役を演じるが、ここでは「PALM」シリーズにおける設定について記す。
- 生年月日:1953年9月6日
- 性別:女性
- 人種:アメリカ白人
- 親族:父 ワーウィック・キャロル、兄弟は多い。
- 経歴:アンディ、アンジェラらの学校の担任（チェインバース校）の担任として登場。教師一家に生まれる。父が顧問を務める大学の研究所員試験に高校教師をしながら、6年がかりで合格する。
- 職業:教師

### ティット（ゲイリー・キャプライス）（P,W）
ゲイリー・キャプライス（ティット）/Gary Caprice（Tit）。基本的な活動舞台は「PALM」シリーズ。色々な作品で色々な役を演じるが、ここでは「PALM」シリーズにおける設定について記す。
- 本名:ゲイリー・キャプライス/Gary Caprice
- 通称:ティット
- 生年月日:1951年7月30日
- 性別:男性
- 人種:アメリカ黒人
- 職業:元プロレスラー、現在はコーチ

### フリス・モルダー（P）
フリス・モルダー/Frith Moulder。
- 本名:フリス・モルダー/Frith Moulder
- 生年月日:1957年4月8日
- 性別:男性
- 人種:アメリカ白人
- 親族:なし
- 経歴:ジェームス・ブライアンの刑務所仲間で、出所後最も身近な存在に。
- 職業:無職（1983年現在）

### ジョゼ・ルージュメイアン（P,W）
ジョゼ・ルージュメイアン/Jose Rouge Meilland。基本的な活動舞台は「PALM」シリーズ。色々な作品で色々な役を演じるが、ここでは「PALM」シリーズにおける設定について記す。
- 本名:不明。ジョゼ・ルージュメイアンは偽名。「ジョゼ」はジェームス=ブライアンと同じ頭文字、「ルージュメイアン」はフランスの有名なのバラの名前（メイアン種）からとったとされる。
- 生年月日:1960年5月11日
- 性別:女性
- 人種:アジア人
- 親族:不明
- 経歴:フランスからアメリカに移住。離婚歴があるらしい。10代で環境団体グリンレッドのスタッフとなり、フロイド・アダムスと出会う。

### ローダ・キャラハン（P,W）
ローダ・キャラハン。色々な作品で色々な役を演じる。

### ミミ・ホーク（W）
ミミ・ホーク/Mimi Hawk。基本的な活動舞台は「THE WORLD」シリーズ。
- 「THE WORLD」『大いなる神の手』で、ブラック・ワイルドに「鷹子」と呼ばれる、情報収集係の鷹の精霊として登場。
- 「THE WORLD」『Skyscraper』では、地球温暖化の中、異常繁殖して人類に嫌われた後、原因不明で死んでいく鴉族。その中で男性主人公が非合法に飼育している一羽、ミミ・クロウとして登場。